# Кристина Вессекська
Кристина Вессекська (англ. Christina of Wessex fl. 1086) — принцеса з Вессекської династії, дочка етелінга Едуарда Вигнанця, черниця монастиря Ромзі.

## Життєпис

### Походження
Дата народження Кристини невідома. Вона була донькою, мабуть, молодшою, Едуарда Вигнанця і його дружини-іноземки Агати. Мала старшого брата Едгара Етелінга й сестру Маргариту.
Батько дівчинки — син англійського короля Едмунда Залізнобокого і його дружини Елдгіти — народився тоді, коли англосаксонське королівство зазнало данського вторгнення, а відтак був відсторонений від престолонаступництва Канутом Великим, який посів трон в 1016 році. Втім, Едуард, як і його брат Едмунд, отримали титул «етелінга» — цим староанглійським словом позначалися члени королівської родини, котрі мали право на трон. За вказівкою Канута принців вивезли за межі Англії, аби там вбити, однак їм вдалося уникнути смерті.
Походження Агати, матері Кристини, достеменно не визначене. Деякі історики схиляються до думки, що вона була родом з Центральної чи Східної Європи. Існує припущення, мовляв, в Агаті текла королівська кров, а вона сама доводилась донькою єпископа Аугсбурга й племінницею імператора Генріха II Святого або ж дочкою угорського короля Іштвана I та Гізели Баварської. Натомість автор «Законів Едуарда Сповідника» твердить, що та належала до роду великих князів київських.
Едуард познайомився з майбутньою жінкою під час вигнання, а тому Кристина, ймовірно, народилась або в Угорщині, або Києві. У британському Dictionary of National Biography місцем народження всіх трьох дітей Едуарда Вигнанця названа Угорщина.

### Смерть батька, втеча до Шотландії
Коли в 1042 році помер Хардекнуд, останній представник данської династії, королем Англії став його єдиноутробний брат Едуард Сповідник. Аскетизм нового короля не дозволяв йому мати дітей, а інших близьких родичів, окрім як етелінгів, що доводились йому племінниками, у монарха не було. Щоправда, він не збирався робити своїм наступником зовсім незнаного в Англії принца, силкуючись передати трон нормандському герцогу Вільгельму. І тільки після державного перевороту 1052 року, що завершився вигнанням нормандських радників короля з країни, король закликав Едуарда Вигнанця в Англію, однак той дістався до своєї батьківщини разом з сім'єю тільки в 1057 році. Ледве батько Кристини потрапив до Англії, він несподівано помер — ймовірно, був убитий.
Смерть батька Кристини загострила питання щодо англійської спадщини. До 1066 року, коли помер Едуард Сповідник, на престол Англії претендували четверо: Гарольд Годвінсон, наймогутніший англосаксонський магнат і фактичний правитель країни при Едуарді Сповіднику, нормандський герцог Вільгельм, король Норвегії Харальд III Суворий, а також брат Кристини Едгар Етелінг. Брат Кристини був проголошений королем в 1066 році, але не був коронований. Проте рік потому він був зміщений з трону Вільгельмом I Завойовником. Мати Кристини, яка побоювалась вбивства її самої та дітей, втекла до Шотландії під захист короля Малькольма III. Тут Кристина провела наступні кілька років: у 1070 році Вільгельм завершив завоювання Англії, і Едгар втратив будь-яку надію повернути свій трон; Малькольм III же надав родині етелінга постійне житло й одружився з сестрою Крістіни Маргариті, яка, ймовірно, раніше планувала стати черницею.

### Повернення до Англії
Після примирення Едгара Етелінга з Вільгельмом Завойовником Кристина, ймовірно, пішла за братом в Англію. Від Вільгельма Кристина отримала земельні володіння: в «Книзі Страшного суду» Кристина зазначена власницею маєтку Бредуелл в Оксфордширі, восьми володінь в Улверлі, Ворикшир, одного маєтку у володіннях ерла Едвіна і двадцяти чотирьох володінь в Айсентоні; їй також належали менш значущі землі. Англосаксонська хроніка повідомляє, що межування земель ще не було завершено, коли Крістіна, яка хотіла як і сестра прожити благочестиве життя, пішла в монастир Ромзі в Гемпширі, де пізніше прийняла постриг.
Деякі джерела називають Кристину абатисою Ромзі, проте сучасні їй записи називали її простою черницею; крім того, список абатис Дагдейлу, незавершений і неточний, не містить імені Кристини. Можливо, вона була настоятелькою іншого монастиря — Вілтона в Вілтширі. Але навіть якщо Кристина не була абатисою, вона була досить значущою фігурою в монастирі, щоб бути добре відомої Ансельму Кентерберійському, і достатньою мірою користувалася довірою свого зятя-короля Малькольма III, який доручив їй опіку над своїми двома малолітніми доньками та племінницями Кристини, Едітою (пізніше дружиною короля Англії Генріха I) і Марією (пізніше графинею Булоні). Кристина, ймовірно, дала своїм племінницям кращу освіту, ніж могли отримати жінки в той час, але її сильне бажання схилити Едіту до чернецтва викликало гнів Малкольма і ворожнечу самої Едіти стосовно тітки; все це призвело до того, що Крістіна виховувала Едіту з суворістю і навіть жорстокістю, що обурювало племінницю. Кристина виступила проти шлюбу Едіти з англійським королем під приводом того, що дівчина вже прийняла постриг, проте Ансельм Кентерберійський стверджував, що шлюб був законний.
Дата смерті Кристини невідома. Імовірно, вона була ініціатором будівництва церкви в Гартфорді.